# Donny Lalonde
Donald „Donny“ Drew Lalonde (* 12. März 1960 in Victoria, Provinz British Columbia) ist ein ehemaliger kanadischer Berufsboxer und ehemaliger Weltmeister der WBC im Halbschwergewicht.

## Boxkarriere
Von 1977 bis 1980 boxte er bei den Amateuren und gewann 11 von 15 Kämpfen. Anschließend wechselte er zu den Profis und schlug in seiner Aufbauphase unter anderem Roddy MacDonald (24-2) und Carlos Tite (23-1) vorzeitig. Nach einem Punktesieg gegen Mustafa Hamsho (42-3) im Mai 1987, boxte er im November 1987 in Port of Spain um den vakanten WBC-Titel gegen Eddie Davis (34-5) und gewann bereits in der zweiten Runde. Im Mai 1988 verteidigte er den Titel durch t.K.o. in der fünften Runde gegen Ex-WBA-Weltmeister Leslie Stewart (26-2).
Im November 1988 verlor er den Titel in Las Vegas durch eine vorzeitige Niederlage an Sugar Ray Leonard (34-1). Im Mai 1992 unterlag er zudem beim Kampf um die WBA-WM im Cruisergewicht gegen Bobby Czyz (39-5). 1998 erklärte er seinen Rücktritt, kehrte jedoch 2002 in den Ring zurück. Er beendete seine aktive Karriere schließlich nach einer Punktniederlage gegen Virgil Hill (48-4) im Juli 2003.